# عقام
البَرَّكودة أوالعقام بالتسمية العربية، أو السَّفَرنة أو السَّفَرناية أو إسفرني هي جنس كبير من الأسماك الضخمة المستطيلة الشكل، الفضية اللون، تغطي جسمها حراشف صغيرة، كما تتميز بزعانفها الظهرية المتباعدة، وذيلها المشقوق، وهي تعيش في جميع البحار والمياه الاستوائية.
تنتظم أسنان معظم أنواع البَرَّكودة على شكل صفين من الأمواس النابية الحادة، توجد حول الجزء الخارجي للفم، كما يبرز من الفك السفلي خرطوم مدبب. أهم أنواعها بركودة كبيرة.

## أحجامها

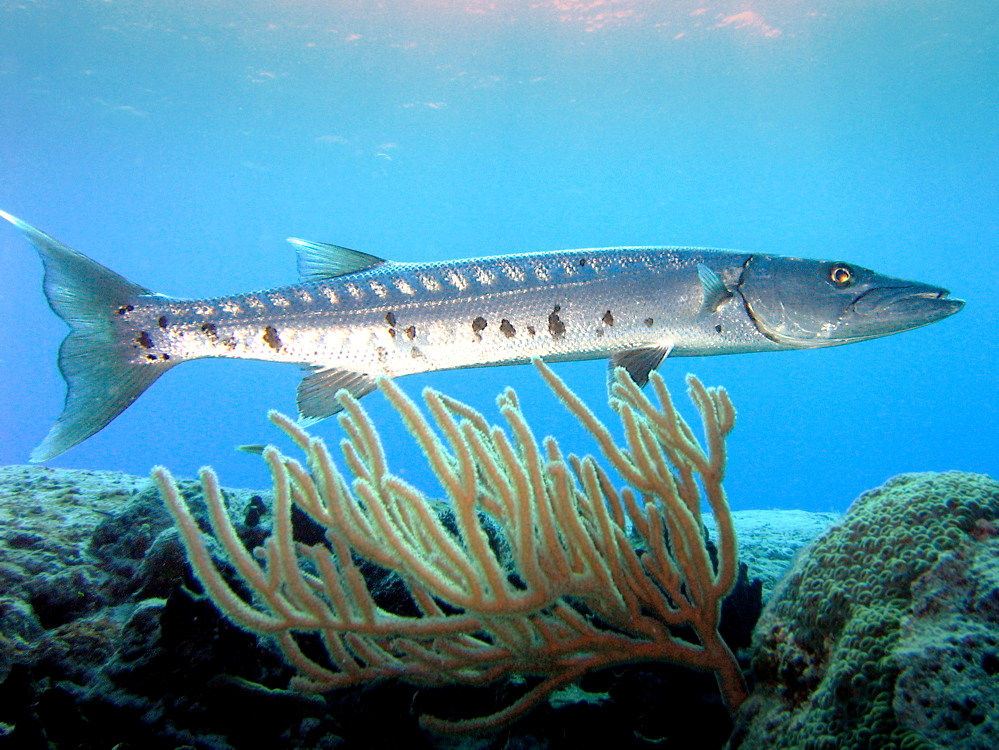
البَرَّكودة

منها أحجام صغيرة لا تتعدى الخمسة سنتيمترات، ومنها أحجام كبيرة تصل حتى مترين، معظم الأسماك الكبيرة منها غير مأكولة، لأنها تتغذى على لحوم أسماك الشعب المرجانية السامة، لهذا تكون أسماك البَرَّكودة سامة في بعض المناطق، ومأكولة في مناطق أخرى، يبلغ أقصى وزن لها 47 كغ.

## غذائها
تتغذى على جميع أنواع الأسماك، بما فيها صغار البَرَّكودة، كم تتغذى على العوالق، والرخويات، وبعض أنواع القشريات. يعيش الصغار منها في تجمعات كبيرة، أما الكبار فيعيشون في صورة منعزلة.

## هجومها

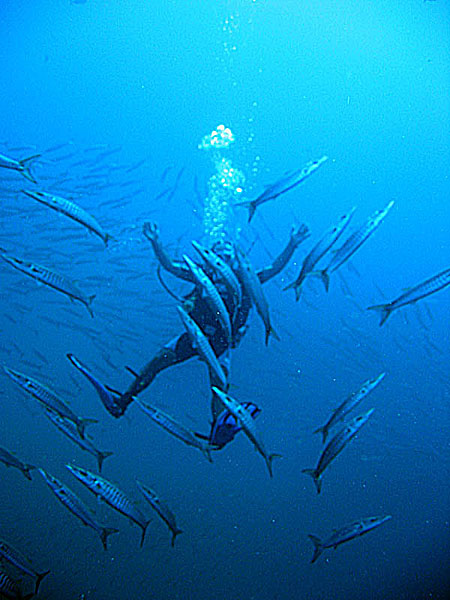
غواص يغوص بين مجموعة من البَرَّكودة

كثيرًا ما تقوم البَرَّكودة بالهجوم على الغطاسين، خاصة عند مفاجئتها أو إثارتها نتيجة محاولة التطفل على حياتها المنعزلة، وهي تعد في بعض الأحيان أكثر خطورة من أسماك القرش. وتعتمد البَرَّكودة في الهجوم على فريستها على سرعتها الفائقة، ونظرها الحاد الذي يمنحها رؤية واضحة حتى في الأماكن المظلمة، وعندما تقوم مجموعة منها بالصيد معًا، فإنها عادة ما تقتسم الفريسة فيما بينها. وفي أيام الطقس العاصف المتقلب، تفضل البَرَّكودة الاختباء بالقرب من اليابسة.

## الأنواع المشهورة

### سمكة الدنغو
سمكة ((الدنغو)) الشهيرة هي أشهر أسماك عائلة البَرَّكودة، والتي يكثر وجودها في مياه الخليج العربي، وتتميز بزعانفها الظهرية الصفراء، والخط الممتد على طول الجسم الذي يبلغ حوالي 40 سنتيمتر.

### سمكة الكراكي
سمكة الكراكي البحرية المعروفة بين دول الخليج العربي باسم (الجد) وهي تعيش في مجموعات صغيرة قرب الشعاب المرجانية والمناطق الصخرية، وتتميز عن باقي أسماك عائلة البَرَّكودة بالخطوط المنتشرة على جسمها بشكل عمودي بين الزعانف الصدرية وجذع الذيل، وهي تعد من الأنواع المفترسة والخطرة جدًا وحيث تأكل بشراهة، ويصل طولها حتى مترين تقريبًا.

## معرض صور

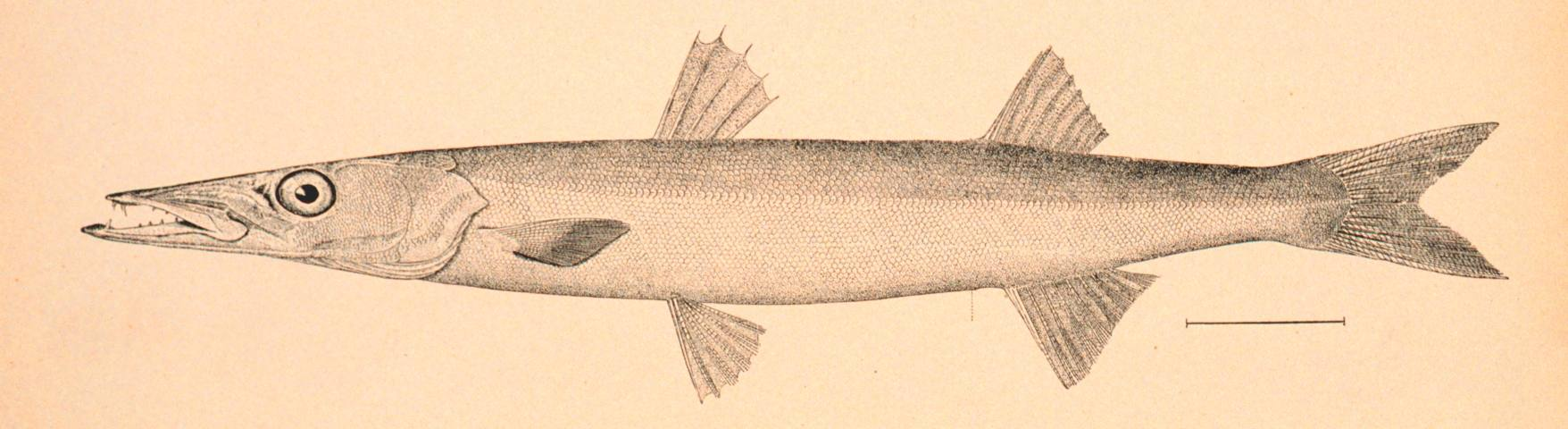
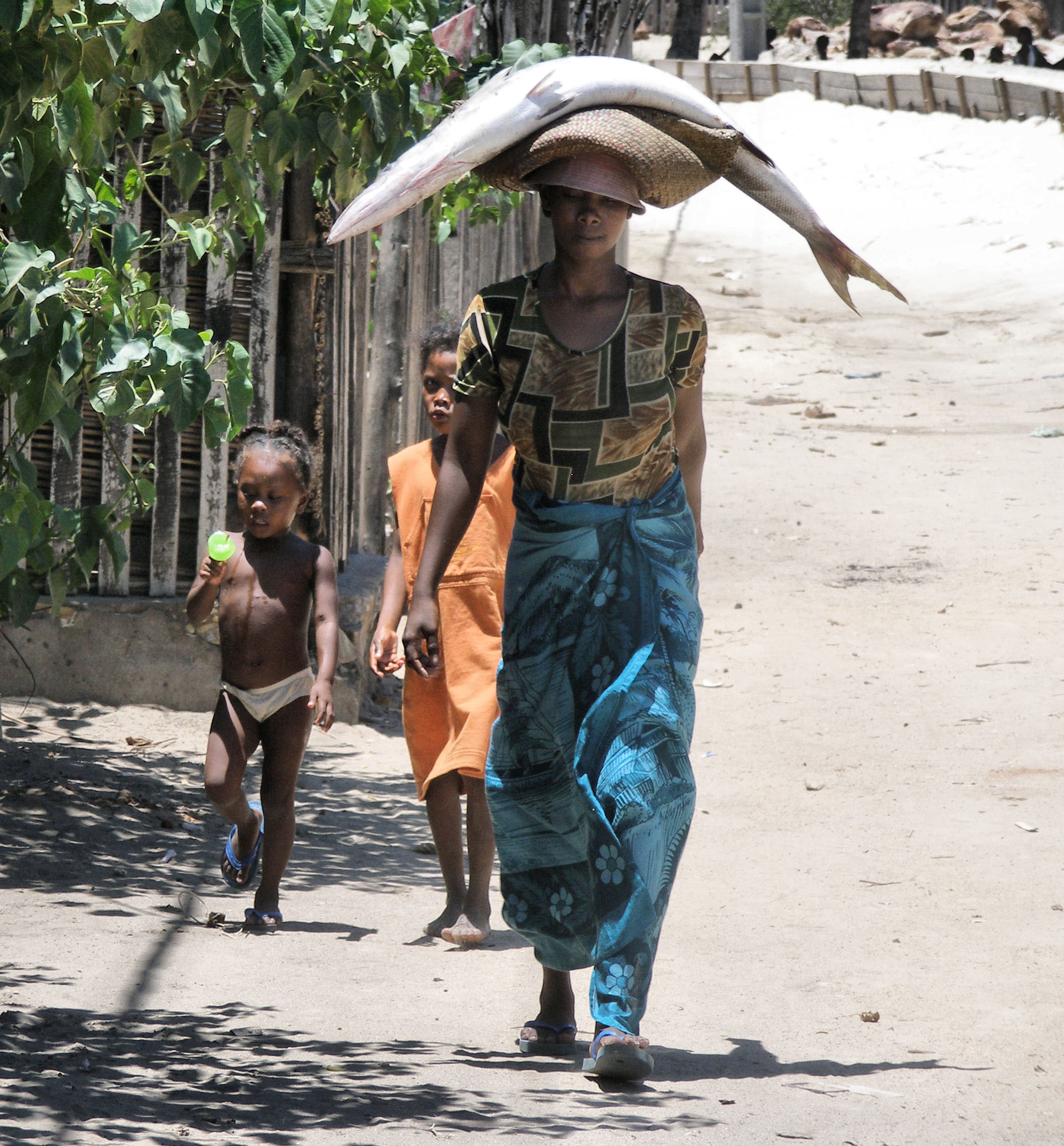
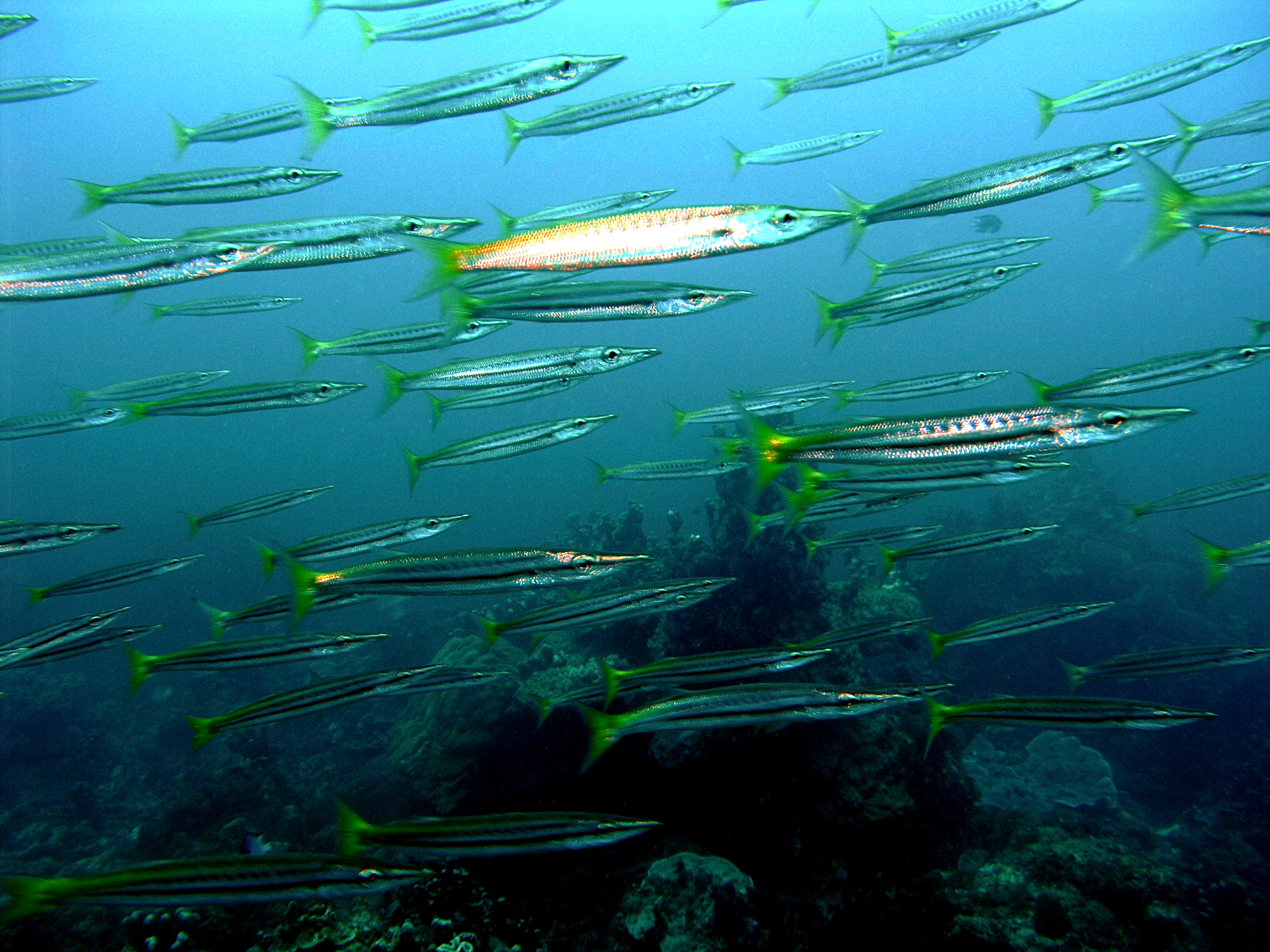
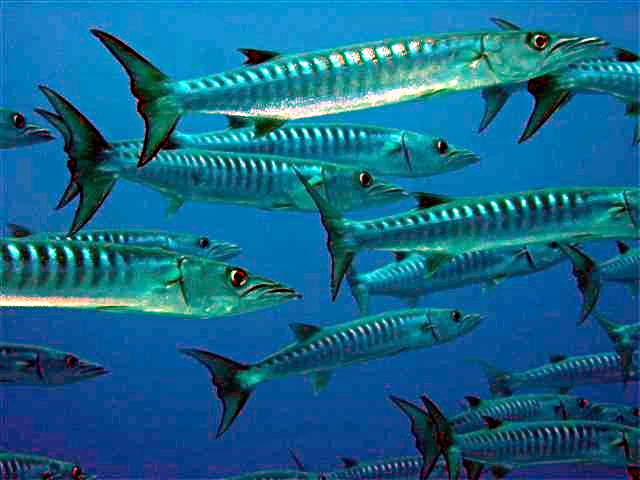
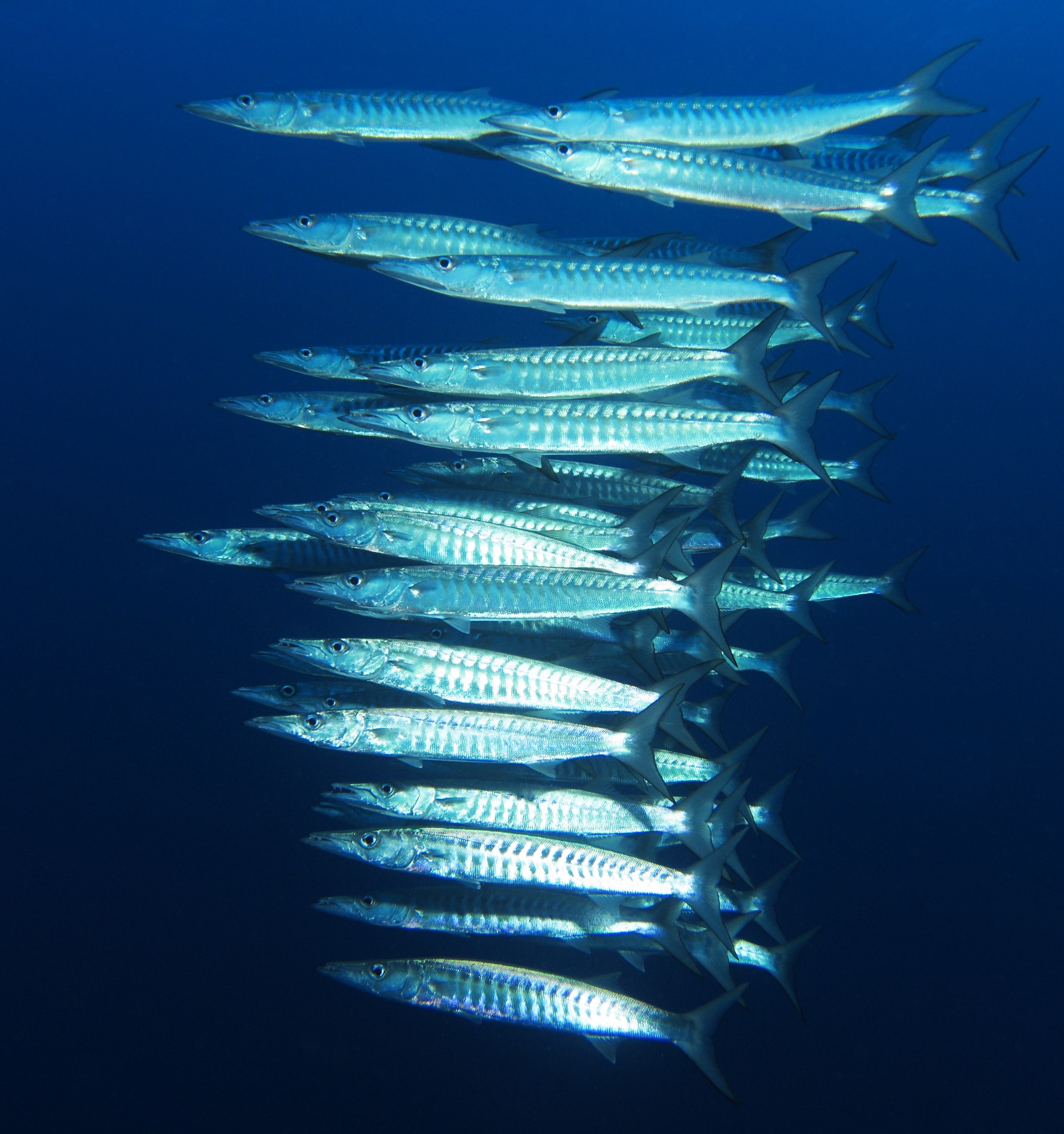
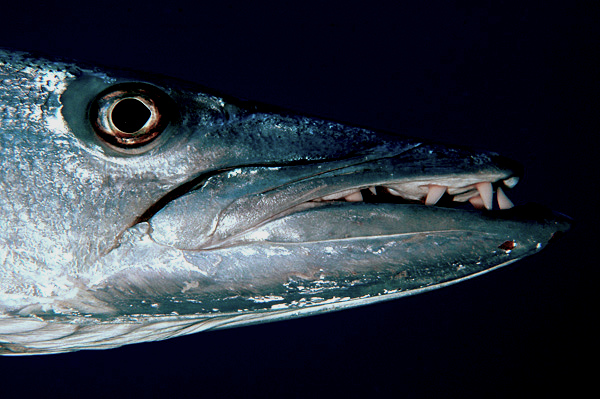

## وصلات خارجية
- Great Barracuda page on website of the Florida Museum of National History.
- The Great Barracuda Pages.
- Sphyraenidae entry on Animal Diversity Web.